# 佐竹義方
佐竹 義方（さたけ よしかた、宝暦4年3月14日（1754年5月5日） - 文化6年2月10日（1809年3月25日））は、出羽国久保田藩の第7代藩主佐竹義明の次男。第8代藩主佐竹義敦の弟。幼名は幸之助、通称は左近。芳洲と号する。子女は、長女八重（谷衛量室、のちに離縁）、佐竹義冨（家臣佐竹東家養子）、佐竹義路（幕臣今大路家養子、のちに離縁）、那須資礼（幕臣那須家養子）。
明和6年（1769年）2月21日、元服する。天明2年（1782年）8月29日、1年間の生活費が約3435両（石高で1万石に相当）に及んでおり、翌年から5千石に切り詰めるように命じられる。同年11月21日、翌年から6千石の支給に改められる。天明5年（1785年）、兄義敦の死去により、藩主となった甥義和の補佐にあたる。文人であり、漢詩をよくした。正存中は藩主舎弟として武鑑にも登場していた。